# Nouveau pont ferroviaire (Belgrade)
Le Nouveau pont ferroviaire (en serbe cyrillique Нови железнички мост et en serbe translittéré Novi železnički most) est situé à Belgrade, la capitale de la Serbie. Il traverse la Save entre les gares de Novi Beograd et de Prokop et appartient à la catégorie des ponts à haubans.
Le Nouveau pont ferroviaire a été achevé et ouvert au trafic en 1979.
Il a été conçu par Nikola Hajdin, ingénieur et actuel président de l'Académie serbe des sciences et des arts.